# NetBotz
NetBotz war ein US-amerikanischer Hersteller von Überwachungssystemen mit Sitz in Austin, Texas. Die Firma wurde 1999 gegründet und 2005 von American Power Conversion (APC) übernommen. Zu diesem Zeitpunkt war NetBotz nach eigenen Angaben der globale Marktführer im Bereich Überwachungssysteme. Seit 2007 ist APC und damit auch NetBotz Teil des französischen Elektrotechnik-Konzerns Schneider Electric.
NetBotz kam im September 2016 durch einen Bericht des Fernsehmagazins FAKT über eine Backdoor-Funktion in die Schlagzeilen, die US-amerikanischen Geheimdiensten einen Zugriff auf Daten von NetBotz-Systeme ermöglichen soll.
Der deutsche Bundesnachrichtendienst (BND) untersuchte bereits im Jahre 2005 aufgrund eines Hinweises ein Netbotz-System und entdeckte die Backdoor-Funktion. Die Behörde gab diese Information damals jedoch wegen befürchteter politischer Auswirkungen nicht an andere Stellen weiter. Erst 2015 informierte die Bundesanwaltschaft im Rahmen einer Überprüfung der damaligen Vorgänge das Bundesamt für Verfassungsschutz.
Laut dem internen BND-Bericht von 2005 bemühte sich NetBotz damals intensiv, Behörden wie das Auswärtige Amt und Unternehmen im Hightech- und Rüstungsbereich als Kunden zu gewinnen. Dabei seien die Systeme offenbar unter Wert angeboten worden, und zugleich seien Anfragen einer Einzelhandelskette, die mehr Umsatz versprochen hätten, abgewiesen worden. 
Außerdem strebte NetBotz 2005, wie der BND feststellte, gezielt die Übernahme durch eine deutsche Firma an, was offenbar der Verschleierung der amerikanischen Herkunft der Technologie dienen und den Zugang zu europäischen Kunden in sicherheitsrelevanten Bereichen erleichtern sollte. Stattdessen kam es dann nach der Übernahme durch APC 2007 zur Eingliederung in den französischen Konzern Schneider Electric. Schneider Electric antwortete auf eine Anfrage von FAKT zunächst, dass man bislang (September 2016) weder durch deutsche noch durch französische Behörden über eine Backdoor-Funktion in NetBotz-Systemen informiert worden sei. Später (Dezember 2016) teilte der Konzern mit, man habe die Geräte überprüft und könne die Vorwürfe nicht nachvollziehen.
Die Bundesanwaltschaft erklärte gegenüber FAKT, dass die vorläufige Prüfung im Frühjahr 2016 abgeschlossen und wegen Verjährung kein Ermittlungsverfahren wegen geheimdienstlicher Agententätigkeit eingeleitet wurde.
Bis mindestens Dezember 2016  waren bei vielen, teils sicherheitsrelevanten deutschen Firmen und auch in Großkonzernen wie Volkswagen, Deutsche Bank und Telekom Servermonitoring-Systeme von NetBotz im Einsatz.